# Karl August von Hardenberg
Il principe Karl August di Hardenberg (Essenrode, 31 maggio 1750 – Genova, 26 novembre 1822) è stato un nobile e politico prussiano. A lui e al barone von Stein la Prussia deve le grandi riforme amministrative e militari della fine del '700 che portarono all'abolizione della servitù della gleba e degli oneri feudali, all'apertura del servizio civile a tutte le classi e al completo rinnovamento del sistema scolastico.

## Biografia
Hardenberg nacque a Essenrode, vicino a Hannover. Dopo aver studiato a Lipsia e Gottinga, entrò al servizio dell'amministrazione prussiana nel 1770 e fu Ministro degli Esteri dal 1804 al 1806. Hardenberg fu il principale protagonista della rinascita politica e militare della Prussia, tanto da attirarsi l'ostilità di Napoleone, il quale nel 1807 impose al re il suo allontanamento dal ministero. Hardenberg consigliò allora come suo successore Stein, che diede un contributo importante alle riforme.
Hardenberg ritornò al governo nel 1810, questa volta con la carica di cancelliere. La sua formazione si ricollegava al modello del dispotismo illuminato ma egli seppe apprezzare gli straordinari risultati delle trasformazioni innescate alla rivoluzione francese sul piano amministrativo e sociale. Per questo si convinse che per combattere I'influenza francese in Europa fosse necessario rinnovare l'organizzazione dello stato e la condizione della società ispirandosi proprio ai nuovi modelli imposti dalla rivoluzione; di conseguenza preparò la riscossa attuando in Prussia una serie di riforme di stampo illuminista: impose un sistema di tassazione unificato, abolì le restrizioni sul commercio interno, migliorò le condizioni della classe contadina riducendo gli oneri loro imposti e sostituendoli con una maggior tassazione della classe signorile e rendendo così il popolo legato con obblighi solo allo stato; garantì inoltre l'uguaglianza agli ebrei.
Tuttavia il suo programma differiva sensibilmente da quello di Stein: mentre questi, ammiratore dell'Inghilterra, pensava a una riforma dello stato, per quanto promossa dall'alto e rispettosa delle prerogative dei ceti, Hardenberg, da politico realista, si dedicò soprattutto a riformare l'amministrazione, ben cosciente delle resistenze che riforme troppo radicali avrebbero incontrato nella corte e nella classe dei nobili. Ad esempio, per quanto concerne I'esercito fu proclamata la coscrizione obbligatoria, in base al principio che tutti i sudditi devono difendere la patria, ma l'adozione del merito nella scelta degli ufficiali dovette scontrarsi con lo spirito di casta della nobiltà, abituata a considerare gli alti comandi come un proprio monopolio. Allo stesso modo anche il progetto di istituire una qualche forma di rappresentanza nazionale non si realizzò per il timore che potesse intaccare il primato dei grandi proprietari fondiari nobili (Junker). La resistenza della nobiltà condannò pertanto la Prussia ad un progresso esclusivamente teorico.
A seguito della caduta di Napoleone Bonaparte, Hardenberg rappresentò la Prussia al Congresso di Vienna del 1814–1815, a cui presero parte Russia, Austria, Inghilterra e la sconfitta Francia. Il congresso decise il nuovo assetto dell'Europa. A Vienna Hardenberg diede prova del suo pragmatismo, e contribuì a rendere più duttile la posizione prussiana che risultava all'inizio fortemente condizionata dal patto segreto con la Russia, facendo opera di persuasione nei confronti del sovrano.
La Prussia ottenne, a differenza delle aspettative e dei piani originari, non tutta la Sassonia ma solo la parte settentrionale, che fu assegnata in parte alla nuova provincia di Sassonia. Per questo ottenne all'ovest un considerevole ampliamento di territori e poté ottenere la provincia di Jülich-Kleve-Berg, la provincia del Granducato del Basso Reno e la provincia di Vestfalia. Ad est si aggiunsero la Posnania e la città di Danzica, ma per questo dovette rinunciare infine ad alcune parti della Polonia. Al regno di Baviera dovette consegnare il principato di Ansbach e quello di Bayreuth, al regno di Hannover la Frisia Orientale, Hildesheim, Goslar e gran parte dell'Eichsfeld, ricevendo per questo la Pomerania svedese con Rügen dalla Danimarca in cambio del ducato di Lauenburg.
Per quanto concerne i programma nazionale, Hardenberg, attento in primo luogo agli interessi prussiani, non si fece influenzare dalle aspirazioni, del resto tutt'altro che concrete, del movimento patriottico e mirò a istituire una confederazione guidata dagli stati principali, nella quale Berlino avrebbe fatto da punto di riferimento soprattutto per le regioni della Germania settentrionale. 
Nel 1822 Hardenberg prese parte al Congresso di Verona, dove accusò un malore; morì poco dopo a Genova. Fece parte della Massoneria, essendo stato iniziato nella Loggia Zum weißen Pferd di Hannover, della quale fu Maestro venerabile negli anni 1778–1781. La Gran Loggia prussiana Royal York zur Freundschaft ne fece dipingere il ritratto.